# Evansville Agogans 1950-1951
La stagione 1950-51 degli Evansville Agogans fu la 1ª e unica nella NBPL per la franchigia.
Gli Evansville Agogans si trasferirono da Denver a stagione in corso, cambiando completamente squadra e staff tecnico. Disputarono 6 partite, perdendole tutte.

## Roster
| N° | Naz.                   | Ruolo | Sportivo         | Anno | Alt. | Peso |
| -- | ---------------------- | ----- | ---------------- | ---- | ---- | ---- |
|    | Stati Uniti (bandiera) | A     | Bruce Blount     | 1928 | 191  | 86   |
|    | Stati Uniti (bandiera) | C     | Bill Butterfield | 1928 | 196  | 88   |
|    | Stati Uniti (bandiera) | A     | Ray Gaisser      | 1923 | 191  | 100  |
|    | Stati Uniti (bandiera) | AC    | Joe Hafele       | 1928 | 175  | 71   |
|    | Stati Uniti (bandiera) | A     | Bob Isaacs       | 1927 | 191  | 77   |
|    | Stati Uniti (bandiera) | GA    | Bob Kohlmeyer    | 1928 | 185  | 82   |
|    | Stati Uniti (bandiera) | G     | Gene Latham      | 1927 | 178  | 75   |
|    | Stati Uniti (bandiera) | G     | Norm McCool      | 1927 | 180  | 77   |
|    | Stati Uniti (bandiera) | G     | Ollie Shoaff     | 1923 | 178  | 73   |
|    | Stati Uniti (bandiera) | A     | Blackie Towery   | 1920 | 193  | 95   |

## Staff tecnico
- Allenatore: Gene Latham